# Friedrich Bölck
Friedrich Bölck (* 16. Juli 1877 in Oldenburg in Holstein; † 27. September 1940 südöstlich von Eutin) war ein deutscher Unternehmer, der es besonders durch den Vertrieb von Margarine zu beträchtlichem Wohlstand und Grundbesitz in Schleswig-Holstein brachte.

## Leben
Bölck absolvierte zunächst in Eutin eine Verwaltungslehre, wandte sich aber nach zeitweiliger Tätigkeit in einer Anwaltskanzlei dem Lebensmittelhandel zu. 1907 eröffnete er in der Mühlenstraße in Oldesloe ein Feinkostgeschäft, das den Ausgangspunkt bildete für die Entwicklung eines über ganz Deutschland verzweigten Vertriebssystems für Margarine, welches 1924 bereits 68 Filialen zählte und beschäftigte um 1928 bis zu 5.000 Mitarbeiter.
Grundlage für den Erfolg des „Systems Bölck“ war einerseits ein gut organisierter Hausierhandel, bei dem jeweils ein örtlicher Lagerhalter mit Händlern zusammenarbeitete, die die Ware mit Handkarren an den Haustüren und auf den Straßen feilboten. Als überaus erfolgreiches Mittel der Absatzförderung erwies sich zum anderen sein Rabattsystem, bei dem der Kunde einen Gutschein in Höhe von 15 Prozent des gezahlten Kaufpreises erhielt und mit diesem Gutschein dann bei den mit Bölck kooperierenden Einzelhändlern des Ortes entsprechend ermäßigt einkaufen konnte.
1926 ließ Bölck in der Lorentzenstraße in Oldesloe eine Kaffeerösterei errichten, zusammen mit einem Direktions- und Kontorgebäude, welche als Verwaltungszentrale seines Unternehmens dienten. Der Itzehoer Künstler und Raumentwerfer Wenzel Hablik gestaltete den Kontorsaal und einen weiteren Großraum im Dach als farbenfrohe Gesamträume. Mit Mitteln des Marshallplans wurde das im Krieg unzerstörte Gebäudeensemble 1950–1951 zur Kreisberufsschule umgebaut und beherbergte im gewerblichen Gebäude mit Glockenturm unter anderem eine komplette Tischlerei, Bäckerei, Malerwerkstatt und Schmiede. Im Kontorgebäude war die hauswirtschaftliche Abteilung mit großer Lehrküche untergebracht und im Haus Grabauer Straße 15 für die kaufmännische Abteilung u. a. ein Musterladen und diverse Schaufensterkojen zu Dekorationsübungen. Die Gebäude stehen heute unter Denkmalschutz und beherbergen unter anderem das Deutsche Rote Kreuz und die Theodor-Storm-Schule. Bölck erweiterte den Vertrieb von Oldesloe aus auch ins Ausland und beschäftigte zeitweise mehr als fünftausend Mitarbeiter. In Bad Segeberg errichtete er am Ort der alten Brauerei eine hochproduktive Margarinefabrik.
In den 1920er Jahren besaß Bölck zeitweise Schloss Basthorst bei Schwerin, 1928 erwarb er von dem Hamburger Kaufmann und Kommerzienrat Friedrich Thörl die Güter Trenthorst und Wulmenau in Westerau (1936 an die Familie Reemtsma verkauft), 1930 das Gut Borstel (1938 an den NS-Staat verkauft) und 1932 von dem Bremer Kaufmann Gustav Lahusen das Gut Grabau (1936 an die Wehrmacht verkauft).
Da er soziales Engagement mit Geschäftstüchtigkeit zu verbinden wusste, funktionierte er das Herrenhaus Borstel um zu einem Erholungsheim für Kinder seiner Mitarbeiter und Kunden, wobei die letzteren im Rahmen seines Rabattsystems Berechtigungsscheine für Erholungsaufenthalte erwerben konnten. Das Herrenhaus von Trenthorst stellte er zeitweise Paul von Schoenaich und der Deutschen Friedensgesellschaft zur Verfügung, die dort bis zu ihrem Verbot durch die Nationalsozialisten ihr Hauptquartier hatte und dort 1932 ihre letzte Hauptversammlung abhielt.
Als Sozialist und Pazifist war Bölck im NS-Staat Anfeindungen ausgesetzt, die unter anderem dazu führten, dass er 1933 nach mutwilligen Beschädigungen seiner Villa in der Oldesloer Salinenstraße seinen Wohnsitz in das Herrenhaus Grabau verlegte. Auch wirtschaftlich kam er durch die Einschränkung des Hausierhandels in Schwierigkeiten. Er musste seine Güter und seine Firmen verkaufen, zog sich als Rentner ins Privatleben nach Bad Schwartau, Marienholm zurück und verunglückte 1940 bei einem Autounfall beim Süseler Moor tödlich. Er wurde auf dem Ohlsdorfer Friedhof in Hamburg beerdigt. Im August 2019 erfolgte die Umbettung auf den evangelisch-lutherischen Friedhof Bad Oldesloe.

## Ehrungen
In Bad Oldesloe ist die Friedrich-Bölck-Straße, die in der Nähe des früheren Hauptsitzes seiner Firma liegt, nach ihm benannt. 